# Boxer (musikalbum)
Boxer är ett musikalbum av The National som utgavs 2007 på skivbolaget Beggars Banquet. Det var gruppens fjärde studioalbum och i flera länder blev det gruppens första att nå listplacering. Albumet fick ett mycket gott mottagande i musikpressen och snittar på betyget 86/100 på webbsidan Metacritic.

## Låtlista
(upphovsman inom parentes)
1. "Fake Empire" (Matt Berninger) - 3:25
2. "Mistaken for Strangers" (Matt Berninger, Scott Devendorf) - 3:30
3. "Brainy" (Matt Berninger, Carin Besser, Scott Devendorf) - 3:18
4. "Squalor Victoria" (Matt Berninger, Bryce Dessner) - 2:59
5. "Green Gloves"	(Matt Berninger) - 3:39
6. "Slow Show" (Matt Berninger, Scott Devendorf) - 4:08
7. "Apartment Story" (Matt Berninger, Aaron Dessner) - 3:32
8. "Start a War" (Matt Berninger, Aaron Dessner) - 3:16
9. "Guest Room" (Matt Berninger, Aaron Dessner) - 3:18
10. "Racing Like a Pro" (Matt Berninger, Aaron Dessner) - 3:23
11. "Ada" (Matt Berninger, Carin Besser, Scott Devendorf) - 4:03
12. "Gospel" (Matt Berninger, Carin Besser, Bryan Devendorf) - 4:29

## Listplaceringar
- Billboard 200, USA: #68[2]
- UK Albums Chart, Storbritannien: #57[3]
- Sverigetopplistan, Sverige: #53[4]